# Festival du cinéma international en Abitibi-Témiscamingue
Pour les articles homonymes, voir Abitibi-Témiscamingue (homonymie).
Le Festival du cinéma international en Abitibi-Témiscamingue a lieu chaque année du dernier samedi d'octobre au jeudi suivant dans la ville de Rouyn-Noranda, au Québec, et ce, depuis 1982.
La 43e édition a lieu du 24 au 31 octobre 2024.

## Profil
Le Festival du cinéma s'étend sur six jours à partir du dernier samedi d'octobre et présente une programmation de près de 100 films comprenant des longs, des moyens et des courts métrages provenant d'une trentaine de pays.
Plus de 3 500 acteurs, réalisateurs et autres professionnels du cinéma ont participé au Festival du cinéma depuis ses débuts, dont Pierre Richard, Serge Gainsbourg, Margot Kidder, Gilles Carle, Jean-Charles Tacchella, Claude Lelouch, Denys Arcand, Philippe de Broca, Bille August et Marie Trintignant. L'événement favorise une atmosphère décontractée, où acteurs, réalisateurs et membres du public se côtoient. Les organisateurs jouant le rôle d'hôtes à l'écoute de leurs invités, qui inclut le public local aussi bien que les vedettes internationales et la qualité de son accueil en fait un modèle imité par d'autres festivals,,.

## Historique
En 1977, André Dudemaine, André David et Martine Sauvageau créent la première Semaine du cinéma régional, qui s'est tenue au mois de novembre à Rouyn-Noranda. Les trois années suivantes, Jacques Matte a effectué une tournée régionale avec ce concept en l'actualisant au niveau de la programmation.
En 1981, Louis Dallaire, Jacques Matte et Guy Parent mettent sur pied la Semaine du jeune cinéma québécois en Abitibi-Témiscamingue et, en 1982, ils fondent le Festival du cinéma international en Abitibi-Témiscamingue, qui n'a jamais cessé d'évoluer depuis.
Le festival attire l'attention au niveau international dès sa première édition, en obtenant la première nord-américaine du film Fitzcarraldo, de Werner Herzog parmi les douze longs métrages présentés. Répétant ce genre de coup d'éclat d'année en année, l'événement gagne rapidement en popularité auprès de la presse artistique montréalaise. De 2700 personnes en 1982, le public du festival croit à 21 000 en 2005,.
Financé initialement par la vente d'épinglettes, d'octrois du député local et de petites commandites, le festival acquiert progressivement la confiance des commanditaires de la région et de la province. En 2005, son budget atteint 650 000 $, composé à 45% d'octrois gouvernementaux et 43% de commandites, en plus des ventes de billets et de marchandises.
Au début des années 1990, le festival met sur pied un programme d'initiation au cinéma dans les écoles de la région, en plus de diversifier ses espaces de projection pour rejoindre des publics spécifiques. D'autres activités culturelles se développent en marge de l'événement, faisant du festival un moteur de la scène culturelle régionale.
Lorsque Téléfilm Canada change sa structure de financement en 1996 pour favoriser les plus grands festivals du film (Toronto, Montréal et Vancouver), le Festival international du film de l'Abitibi-Témiscamingue joue un rôle central dans la formation d'une coalition de plus petits festival et d'une campagne d'appui du public pour obtenir l'assouplissement des critères de financement.

## Évènements importants
Lors du 30e anniversaire du festival, Valéry Hamelin a participé à la scénographie.

## Salle de projection
Avec ses 725 sièges, le Théâtre du cuivre de Rouyn-Noranda est le principal lieu de diffusion du Festival. Cette salle, qui s’est mérité le prix de la meilleure salle de spectacle au Québec en 1989 et 1999, est équipée pour projeter les œuvres cinématographiques dans leur format original en 35 mm, DCP ou Betacam. Au cours des éditions, des segments du festival prennent place dans d'autres salles, notamment le Cabaret de la dernière chance, le Petit Théâtre du vieux Noranda et au Cinéma Paramount de Rouyn-Noranda,.

## Lauréats

### Grand Prix Hydro-Québec
Ce prix est octroyé au film ayant recueilli la meilleure appréciation du public lors du dépouillement des bulletins de vote.
- 2024 - Prodigieuses, de Frédéric et Valentin Potier[5]

- 2023 - Dis moi pourquoi ces choses sont si belles[6] de Lyne Charlebois

- 2022 - Tu te souviendras de moi d'Éric Tessier[7]
- 2021 - El olivido que seremos[8] de Fernando Trueba

- 2020 - La Odisea de los Giles de Sebastián Borensztein

- 2019 - Les chiens-loups de Dominic Leclerc[9]
- 2018 - Woman at war de Benedikt Erlingsson
- 2017 - Un profil pour deux de Stéphane Robelin
- 2016 - Maudie d'Aisling Walsh
- 2015 - Brooklyn de John Crowley
- 2014 - Whiplash de Damien Chazelle
- 2013 - À tout jamais (Tot altijd) de Nic Balthazar
- 2012 - Le Prénom de Alexandre de La Patellière et Mathieu Delaporte
- 2011 - Monsieur Lazhar de Philippe Falardeau
- 2010 - Adem de Hans Van Nuffel
- 2009 - Meisjes (The Over The Hill Band) de Geoffrey Enthoven
- 2008 - Trisomie 21 / Le défi Pérou de Lisette Marcotte
- 2007 - Le Bonheur d'Emma de Sven Taddicken
- 2006 - Avril de Gérald Hustache-Mathieu
- 2006 - Le Guide de la petite vengeance de Jean-François Pouliot
- 2005 - Joyeux Noël de Christian Carion
- 2004 - Villa Paranoïa de Erik Clausen
- 2003 - Effroyables Jardins de Jean Becker
- 2002 - La Turbulence des fluides de Manon Briand
- 2001 - Italian for Beginners de Lone Scherfig
- 2000 - Shower de Zhang Yang
- 1999 - Souvenirs intimes de Jean Beaudin
- 1998 - La vie est belle de Roberto Benigni
- 1997 - Marius et Jeannette de Robert Guédiguian
- 1996 - Le Huitième jour de Jaco van Dormael
- 1995 - L'Enfant d'eau de Robert Ménard
- 1994 - Vivre ! de Zhang Yimou
- 1993 - Les Fiancés de la tour Eiffel de Gilles Blais
- 1992 - Le Jardin d'Anna de Alain Chartrand
- 1991 - L'Homme de rêve de Robert Ménard
- 1990 - Princes in exile de Giles Walker
- 1989 - Jésus de Montréal de Denys Arcand
- 1988 - Salut Victor de Anne-Claire Poirier
- 1987 - Un zoo la nuit de Jean-Claude Lauzon
- 1986 - Bach et Bottine de André Melançon
- 1985 - Rocking Silver de Erik Clausen
- 1984 - La Guerre des tuques de André Melançon
- 1983 - Le Goût de l'eau de Orlow Seunke

### Prix Bell
Le Prix Bell, nommé Prix Télébec jusqu’en 2020, est décerné par un jury au meilleur court ou moyen métrage de la compétition officielle. Ce prix est assorti d’une bourse de 1 000 $.
- 2024 - Le petit panier à roulettes, de Laurence Ly[5]
- 2023 - Faire un enfant d'Éric K. Boulianne
- 2022 - Ma gueule de Thibaut Wohlfahrt et Grégory Carnoli
- 2021 - Se battre encore d'Arthur Lecouturier[10]
- 2020 - Comme une comète (en) (Shooting Star) d'Ariane Louis-Seize
- 2019 - Le Défi de Mélissa Major[9]
- 2018 - Trois pages de Roger Gariépy
- 2017 - Bagages de Paul Tom
- 2016 - Stanley Vollant, De Compostelle à Kuujjuaq de Simon C. Vaillancourt
- 2015 - Père de Lotfi Achour, mention spéciale à La nuit autour de Benjamin Travade
- 2014 - Toutes des connes de François Jaros
- 2013 - Penny Dreadful de Shane Atkinson
- 2012 - Curfew de Shawn Christensen
- 2011 - L'Accordeur de Olivier Treiner
- 2010 - Beast de Lars P. Arendt
- 2009 - Léger problème de Hélène Florent
- 2008 - Next Floor de Denis Villeneuve
- 2007 - Salvador de Abdelatif Hwidar
- 2006 - Bawke de Hisham Zaman
- 2005 - Un charter pour les étoiles de Philippe Levasseur
- 2004 - 7:35 de la mañana de Nacho Vigalondo
- 2003 - Merci de Christine Rabette
- 2002 - Tiro de gracia de Mario Mandujano et Jesus Ochoa
- 2001 - Il parle avec les loups de Carlos Ferrand Zavala, Productions Nova Média
- 2000 - Echo de Frédéric Roullier-Gall
- 1999 - Kuproquo de Jean-François Rivard
- 1998 - No Problem de Eva Colmers
- 1997 - Ernst Og Lyset Anders de Tomas Villum Jensen
- 1996 - Thirty-five aside de Damien O'Donnell
- 1995 - Yoidore Jirohachi de Tsukuru Imanishi
- 1994 - Soyez naturelle de Harald Zwart
- 1993 - Ménage de Pierre Salvadori
- 1992 - L'Année qui change la vie de Suzanne Guy
- 1991 - 67 bis, boulevard Lannes de Jean-Claude Labrecque
- 1990 - Nuits d'Afrique de Catherine Martin
- 1989 - L'Humeur à l'humour de Nicole Giguère, Michèle Pérusse
- 1988 - Sortie 234 de Michel Langlois
- 1987 - L'Homme qui plantait des arbres de Frédéric Back
- 1986 - Sonia de Paule Baillargeon
- 1985 - Le Film d'Ariane de Josée Beaudet

### Prix Animé TVA  Abitibi-Témiscamingue
Ce prix est remis au film d'animation ayant obtenu le plus de succès auprès des festivaliers. Anciennement nommé Prix Animé RNC Média (1988-2017)
- 2024 - Peut-être des éléphants, de Torill Kove[5]

- 2023 - Pig de Jorn Leeuwerink

- 2022 - Canary de Pierre-Hugues Dallaire et Benoit Therriault
- 2021 - Migrants d'Hugo Caby, Zoé Devise, Antoine Dupriez, Aubin Kubiak et Lucas Lermytte

- 2020 - Athleticus : Une patinoire pour deux de Nicolas Deveaux
- 2019 - Tangle de Malileh Gholamzade[9]
- 2018 - Animal Behaviour de Alison Snowden et David Fine
- 2017 - Les As de la jungle de David Alaux
- 2016 - Changeover de Mehdi Alibeygi
- 2015 - Tigres à la queue leu leu  de Benoît Chieux
- 2014 - Histoires de bus de Tali
- 2013 - Beerbug de Ander Mendia
- 2012 - Ernest et Célestine de Gabrielle Vincent
- 2011 - En la opera de Juan Pablo Zaramella
- 2010 - Bob de Harry Fast, Jacob Frey
- 2009 - The Happy Duckling de Gili Dolev
- 2008 - Mia et le Migou de Jacques-Rémy Girerd
- 2007 - Lapsus de Juan Pablo Zaramella
- 2006 - Azur et Asmar de Michel Ocelot
- 2005 - Wallace et Gromit : Le Mystère du lapin-garou de Steve Box, Nick Park
- 2004 - Panthoffelhelden de Suzanne Seidel
- 2003 - Oïo de Simon Goulet
- 2002 - Trim time de Gil Alkabetz
- 2001 - The Shark and the Piano de Gabriele Pennacchioli
- 2000 - Média de Pavel Koutsky
- 1999 - Kirikou et la Sorcière de Michel Ocelot
- 1998 - Ludovic, une poupée dans la neige de Co Hoedeman
- 1997 -  Le Chat botté , Кот в сапогах de Garri Bardine
- 1996 -  Wallace et Gromit : Rasé de près de Nick Park
- 1995 - Pat & Mat - Kulecnik de Lubomír Beneš
- 1994 - L'Anniversaire de Bob de Alison Snowden, David Fine
- 1993 - The Wrong Trousers de Nick Park
- 1992 - Adam de Peter Lord
- 1991 - Luxo Jr in “Light & Heavy” and “Surprise” de John Lasseter, Andrew Stanton
- 1990 - Eternity de Sheryl Sardina
- 1989 - Juke-bar de Martin Barry
- 1988 - The Cat Came Back de Cordell Barker

### Prix Médiafilm - Robert-Claude Bérubé
Le Prix Médiafilm - Robert-Claude Bérubé (jusqu'en 2018 Prix Communications et Société, renommé alors par Martin Bilodeau) est décerné à un long métrage qui se distingue non seulement par ses qualités artistiques, mais aussi par son apport au progrès humain et à la reconnaissance de valeurs éthiques, sociales et spirituelles.
- 2024 - L'histoire de Souleymane, de Boris Lojkine[5]

- 2023 - Soleils Atikamekw de Chloé Leriche

- 2022 - Boy from heaven de Tarik Saleh
- 2021 - France de Bruno Dumont

- 2020 - Los lobos de Samuel Kishi Leopo
- 2019 - Papicha de Mounia Meddour[9]
- 2018 - Happy Face de Alexandre Franchi
- 2017 - Burn Out ou La Servitude Volontaire de Michel Jetté
- 2016 - Tuktuq de Robin Aubert
- 2015 - Hôtel La Louisiane de Michel La Veaux
- 2014 - Geronimo de Tony Gatlif
- 2013 - Offline de Peter Monsaert
- 2012 - Tout ce que tu possèdes de Bernard Émond
- 2011 - Monsieur Lazhar de Philippe Falardeau
- 2010 - Des Hommes et des Dieux de Xavier Beauvois
- 2009 - La Donation de Bernard Émond
- 2008 - Trisomie 21 / Le défi Pérou de Lisette Marcotte
- 2007 - Michou d'Auber de Thomas Gilou
- 2006 - Azur et Asmar de Michel Ocelot
- 2005 - Joyeux Noël de Christian Carion

### Prix Jeunesse Fonderie Horne
Le Prix Jeunesse Fonderie Horne est décerné par le jury jeunesse au meilleur film dans le Volet Jeunesse André-Melançon.
- 2023 - Le temps des orages de Gabrielle Gingras

- 2022 -  Kayak de Solène Bosseboeuf
- 2021 -  Migrants d'Hugo Caby, Zoé Devise, Antoine Dupriez, Aubin Kubiak et Lucas Lermytte

### Prix Télé-Québec - Volet Espace Court
Le Prix Télé-Québec est décerné par le public au meilleur film québécois du volet Espace court. Ce prix est accompagné d’une bourse de 1 000 $.
- 2023 - À mort le bikini! de Justine Gauthier

- 2022 - Le temple d’Alain Fournier
- 2021 - Opération Carcajou de Nicolas Krief

- 2020 - Found me de David Findlay
- 2019 - Le Pigeon de William Mazzoleni[9]
- 2018 - Lunar-Orbit Rendezvous de Mélanie Charbonneau[11]
- 2017 - Garage de soir de Daniel Daigle
- 2016 - Une formalité de Pierre-Marc Drouin et Simon Lamarre-Ledoux
- 2015 - Un roadtrip à l’envers de Pierre-Étienne Bordeleau
- 2014 - Petit frère de Rémi St-Michel
- 2013 -  Mémorable moi de Jean-François Asselin
- 2012 - La faim de François Charette
- 2011 - Life and Death of Yul Brynner de Jean-Marc E. Roy et Philippe David Gagné
- 2010 -  La Guérison de Louis-Thomas Pelletier
- 2009 -  Danse macabre de Pedro Pires
- 2008 -  Chronos de Kristian Manchester
- 2007 - Le petit terrorisme de Pierre-Mathieu Fortin
- 2006 -Terreur au 3918 de Mathieu Fontaine
- 2005 - Radio de Patrick Boivin

### Prix Spira
Le Prix Spira est décerné par un jury professionnel au meilleur film québécois du volet Espace court. Ce prix est d’une valeur de 10 000$ en équipements de tournage/salle de postproduction pour une prochaine œuvre.
- 2022 - Municipal Relaxation Module de Matthew Rankin
- 2021 -  Les Grandes Claques d'Annie St-Pierre

- 2020 - Regret de Santiago Menghini[12]
- 2019 - Je finirai en prison d'Alexandre Dostie[13]

### Prix Fonds Bell
Le titre de séries Coup de cœur Fonds Bell est attribué à deux séries courtes, désignées par un jury professionnel. Le prix s’accompagne de deux bourses Fonds Bell d’une valeur de 2000$ chacune.
- 2023 - Symphonie pathétique de Alec Pronovost

- 2023 - Maisonneuve de Jean-Martin Gagnon

- 2022 - Complètement Lycée d’Alec Pronovost et Caresses magiques de Lori Malépart-Traversy
- 2021 -  Meilleur avant de Laura Bergeron et Maxime Robin et Je voudrais qu’on m’efface d’Éric Piccoli

### Prix de la Relève Desjardins
Deux bourses de la Relève Desjardins sont décernées par un jury aux meilleurs courts métrages réalisés par un étudiant du Cégep de l’Abitibi-Témiscamingue et un de l’Université du Québec en Abitibi-Témiscamingue. La valeur des deux bourses de la Relève Desjardins totalise 1000$
- 2024 -  Silentium, d'Alex Nolan et Corrosion, de Manon Lefébure[5]
- 2023 - Quitter le jardin de Matis Angers et Alec Gendron (collégial) et Psyché de Léonie Beusquart (universitaire)

- 2022 - Toxique d’Anahée Brousseau (collégial) et A Lost Child de Max Spiegle (universitaire)
- 2021 - En 8 temps de Magali Ouimet (collégial) et La livraison de Maxim-Olivier Lavallée (universitaire)[10]

- 2020 - L'apocalypse confortable d'Antoine Girard (collégial); Drought de Mia Salera et Félix Caouette (universitaire)
- 2019 - M. Richard de Didier Belzile et Roxanne St-Arneault (collégial); Crise de calme de Camille Corbeil, Mélodie Charbonneau-Demers et Ariane Lafrenière (universitaire)[9]
- 2018 - Je déteste ma vie de Adam Moreau, Simon Roberge et Shany Lanoix (Prix collégial); Réflexion de Cyprien Jeancolas (universitaire)
- 2017 - Mélisse Citronnelle d’Alex Alisich (collégial); Fidèle de Sophie Chaffaut et Jan Declerck (universitaire)
- 2016 - Octobre d’Alison Fortin, Samy Girard et Vicky Lavoie
- 2015 - Vie et mort d’un objet usuel de Simon Descôteaux, Valentin Foch, Martin Laroche et Gabriel Tardif
- 2014 - Contribution volontaire d’Hélène Théberge
- 2013 - Pour l’amour de la boxe de Marion Gasqui et Antoine Hache
- 2012 - Lutherie sauvage d’Andréane Boulanger et Jean-François Perron
- 2011 - Robin dans la lune de Martine Gauthier-Vallières, Christina Huard et Annie Roussel
- 2010 - Keep on trucking de Rémi Adam-Richer et Alex Beauchemin
- 2009 - Chlorophylle de Valérie Gauron, Marika Jacob, Simon Lapierre, Qin Wang, Yun Wang, Yi Yang et Xiao-Xu Xhu
- 2008 - Un pick-up à Rouyn – Carnet de voyage de Liu Ben de Julien Pierre Arsenault, Marika Jacob, Maude Labrecque-Denis, Simon Lapierre, David Marcotte, Jérémie Monderie-Larouche, Férdérick Pelletier et Jean-Robert Simard

### Prix Unis Tv
Unis TV s’associe avec le Festival afin de présenter un tout nouveau prix à l’Espace court. Le Prix Unis TV sera offert à un réalisateur émergent, ayant présenté une réalisation qui se démarque au sein de la programmation d’Espace Court. Ce prix permettra de récompenser les nouveaux talents québécois, tout en encourageant la relève cinématographique. Ce prix, décerné par le jury Espace Court, s’accompagnera d’une bourse de 1 000 $.
- 2023 - L'été des chaleurs de Marie-Pier Dupuis

- 2022 - Nuit blonde de Gabrielle Demers

## Honneurs reçus
2023
- Louis Dallaire, Jacques Matte et Guy Parent reçoivent le titre Compagnons et Compagnes à l’Ordre des arts et des lettres du Québec pour leur contribuation au paysage culturel québécois[14].

2020
- Doctorat honoris causa emis par l'Université du Québec en Abitibi-Témiscamingue aux trois fondateurs, Louis Dallaire, Jacques Matte et Guy Parent[15]

2018
- Récipiendaire de l’extra 2018 « Prix Ann-Boudreau-Paiement » décerné au Festival par la Chambre de commerce et d’industrie de Rouyn-Noranda[16]

2017
- Récipiendaire du Prix Lise-Dandurand, Ciné-Québec [17]

2014
- Lauréat national bronze aux Grands Prix du tourisme québécois dans la catégorie Festivals et événements touristiques – budget d’exploitation de 300 000 $ à 1 M$[18]

2011
- Louis Dallaire, Jacques Matte et Guy Parent reçoivent la médaille de l'Assemblée nationale[19]

2009
- Récipiendaires de l'Extra Prix du citoyen 2009 décerné aux trois fondateurs du Festival par la Chambre de Commerce et d'Industrie de Rouyn-Noranda

2008
- Lauréat du Prix de la culture 2008 dans la catégorie Contribution au rayonnement culturel (Ville de Rouyn-Noranda)[20]

2007
- Lauréat national bronze aux Grands Prix du tourisme québécois dans la catégorie Festivals et événements touristiques – Budget d’exploitation de moins de 1 M $
- Citoyen Émérite de la ville de Rouyn-Noranda décerné aux trois fondateurs du Festival, médaille remise à une personne qui s’est démarquée par un apport et une participation exceptionnels dans sa communauté.
- Lauréat au Mercuriades 2007 organisé par la Chambre de commerce du Québec dans la catégorie Loisirs et culture.
- Lauréat régional dans la catégorie Festivals et événements touristiques budget d’exploitation de moins de 1 M $, dans le cadre des Grands prix du tourisme québécois.

2006
- Lauréat du Prix Ann-Boudreau-Paiement / Évènement touristique décerné par la Chambre de commerce et d’industrie de Rouyn-Noranda dans le cadre du Gala Extra 2006.

2005
- Prix Pierre Corbeil pour "Organisme en arts médiatiques", dans le cadre des Lauréats prix d’excellence en arts et culture de l’Abitibi-Témiscamingue.

2004
- Lauréat régional dans la catégorie Manifestation touristique budget d’exploitation de 500 000 $ et plus, dans le cadre des Grands prix du tourisme québécois.
- Lauréat régional dans la catégorie Manifestation touristique budget d’exploitation de 500 000 $ et plus, dans le cadre des Grands prix du tourisme québécois.

2003
- Prix Hector-Fabre décerné par le ministère des Relations internationales du Québec.

2002
- Lauréat régional catégorie Prix Développement économique Canada remporté aux Grands Prix du tourisme québécois Desjardins 2002.

2001
- Hommage spécial rendu durant Les Rendez-vous du cinéma québécois à Montréal.

2011
- Louis Dallaire, Jacques Matte et Guy Parent sont reçus Chevaliers de l'Ordre de la Pléiade de la Francophonie

1996
- Lauréat national et régional catégorie événement touristique dans le cadre des Grands Prix du tourisme québécois.

1994
- Extra du Prix spécial du jury, décerné par la Chambre de commerce du Rouyn-Noranda régional.

1993
- Finaliste provincial dans la catégorie entreprise culturelle dans le cadre des Mercuriades.

1991
- Excellence touristique, décerné par les Grands Prix du tourisme québécois.

1988
- Lauréat régional et finaliste provincial dans la catégorie promotion dans le cadre des Grands Prix du tourisme québécois.

1987
- Promotion touristique dans le cadre des Grands Prix du tourisme québécois.

1986
- Prix de l'événement touristique de l'année en Abitibi-Témiscamingue décerné par le ministère du Tourisme du Québec.
- Extra spécial du jury, décerné par la Chambre de commerce de Rouyn-Noranda régional.

1985
- Extra en marketing, décerné par la Chambre de commerce du Rouyn-Noranda régional.